# Milan Chalupa
Milan Chalupa, född 4 juli 1953 i Oudoleň, är en före detta tjeckoslovakisk ishockeyspelare.
Han blev olympisk silvermedaljör i ishockey vid vinterspelen 1976 i Innsbruck och vid vinterspelen 1984 i Sarajevo.